# Cheesecake giapponese
La cheesecake giapponese, conosciuta anche come cheesecake soufflé, cotton cheesecake, o cheesecake leggera, è una varietà di cheesecake che solitamente ha una consistenza più leggera e meno dolce delle cheesecake in stile nordamericano. Ha una consistenza caratteristica, traballante e ariosa, come un soufflé quando è appena sfornata e una chiffon cake quando è fredda.

## Storia

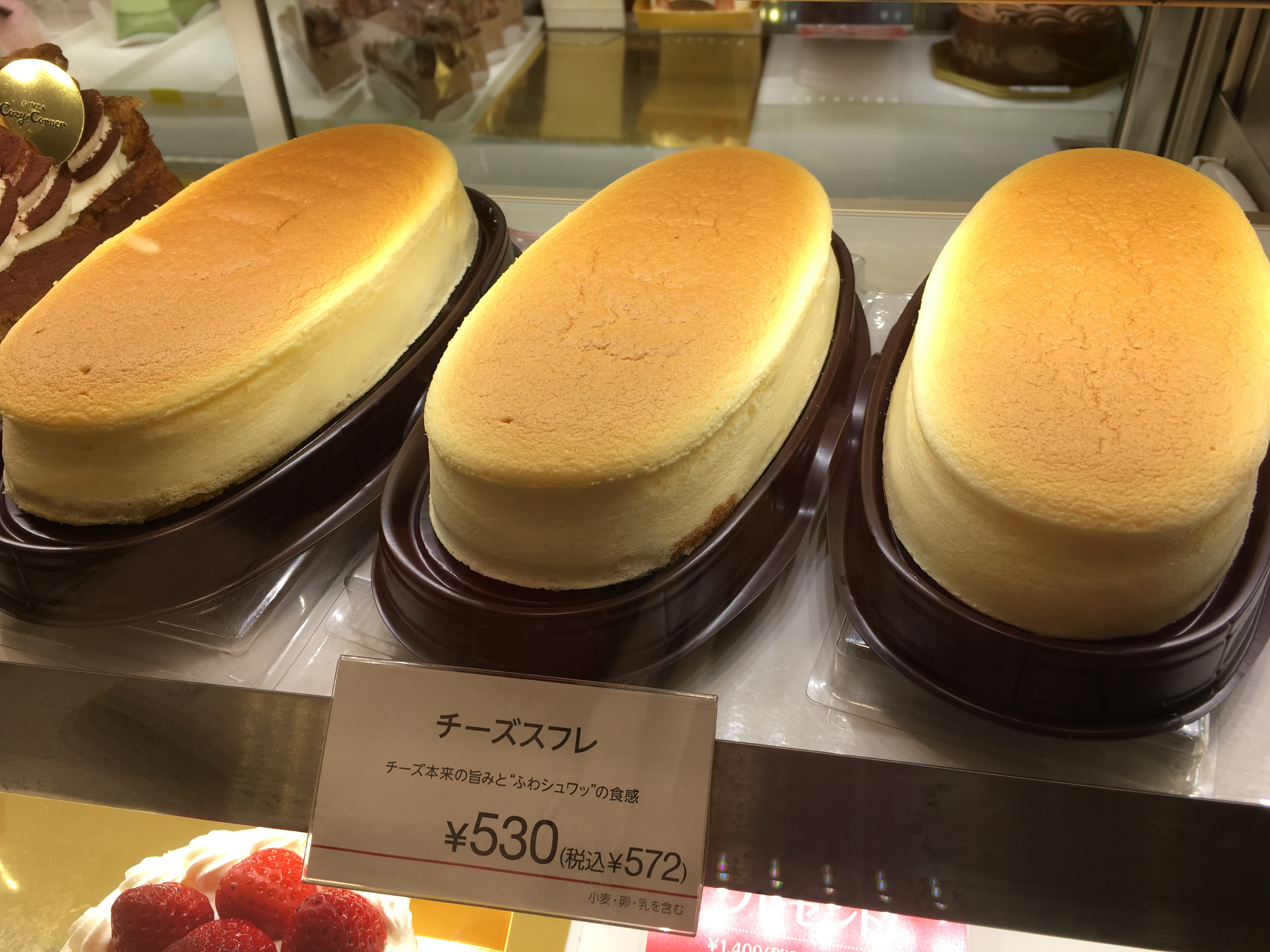
Cheesecake dal Ginza Cozy Corner

La ricetta è stata creata dallo chef giapponese Tomotaro Kuzuno, che si è ispirato alla käsekuchen tedesca durante un viaggio a Berlino negli anni '60. È meno dolce e calorica delle classiche cheesecake occidentali, poiché contiene meno formaggio e zucchero. È fatta con formaggio cremoso, burro, zucchero, uova e amido. Simile alla chiffon cake e al soufflé, ha una consistenza soffice ottenuta montando separatamente l'albume e il tuorlo. Si cuoce tradizionalmente a bagnomaria . È il piatto forte di Uncle Tetsu's Cheesecake, una catena di pasticcerie giapponesi nata a Hakata-ku, Fukuoka, nel 1947.

## Galleria d'immagini

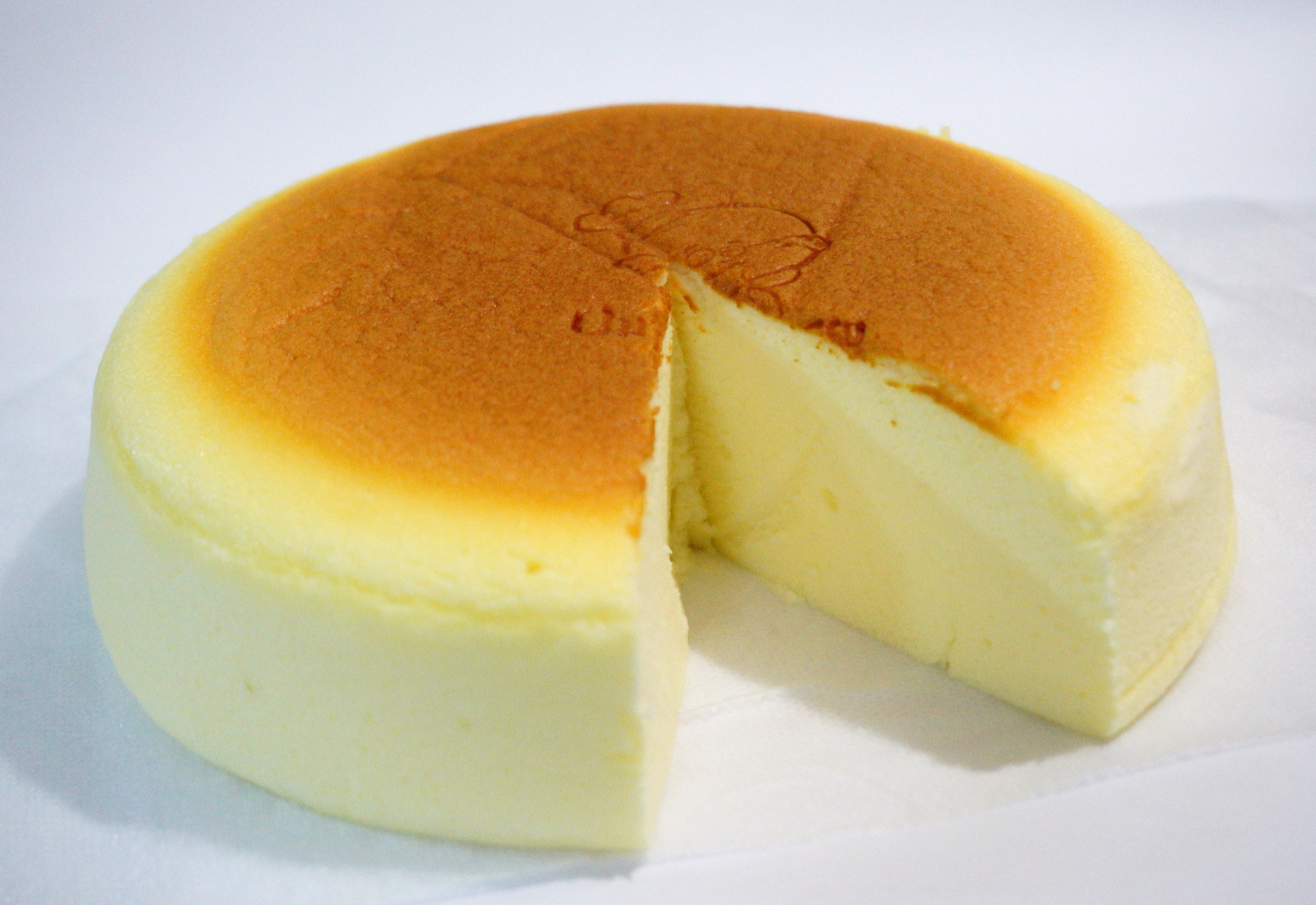
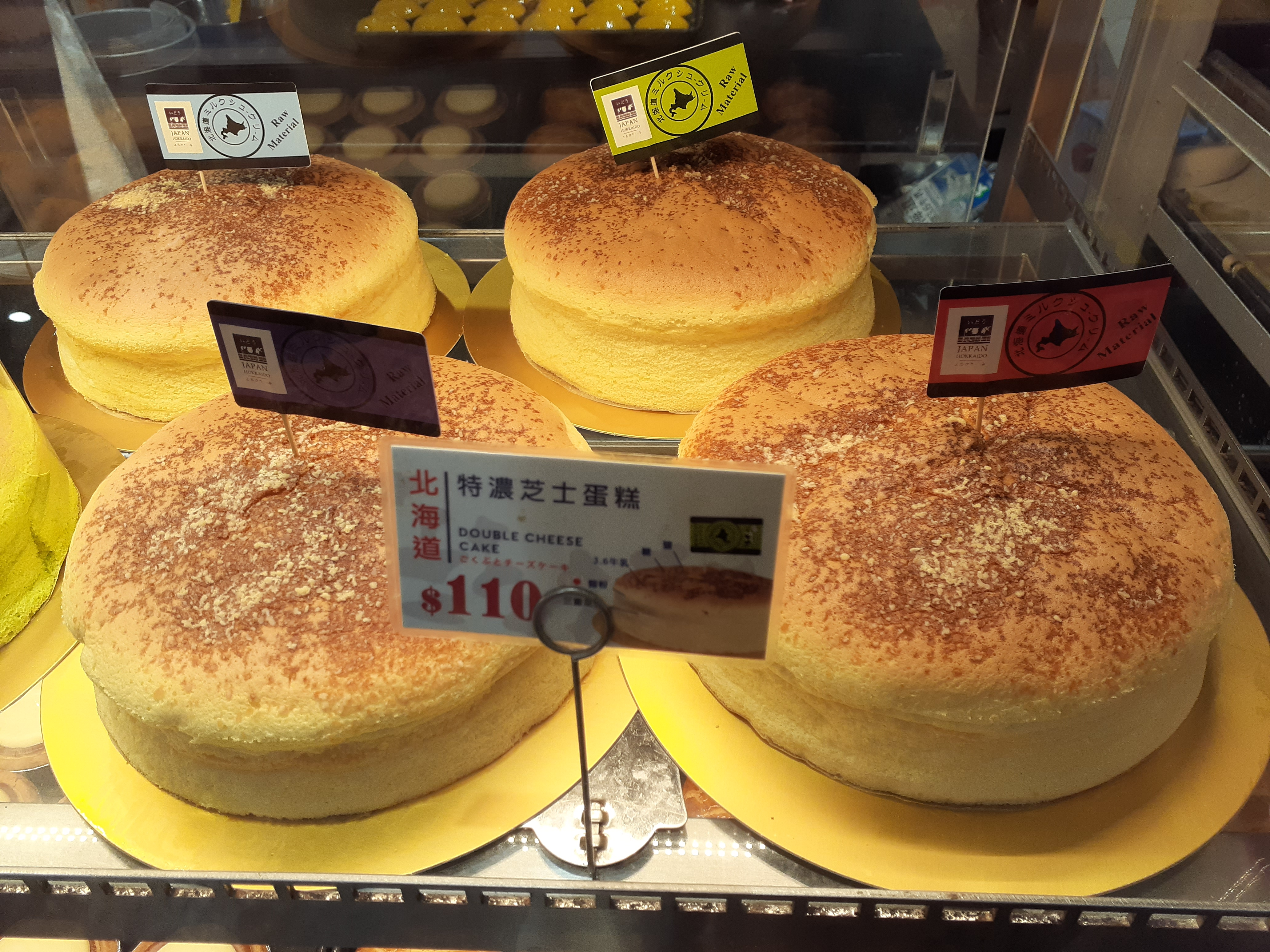
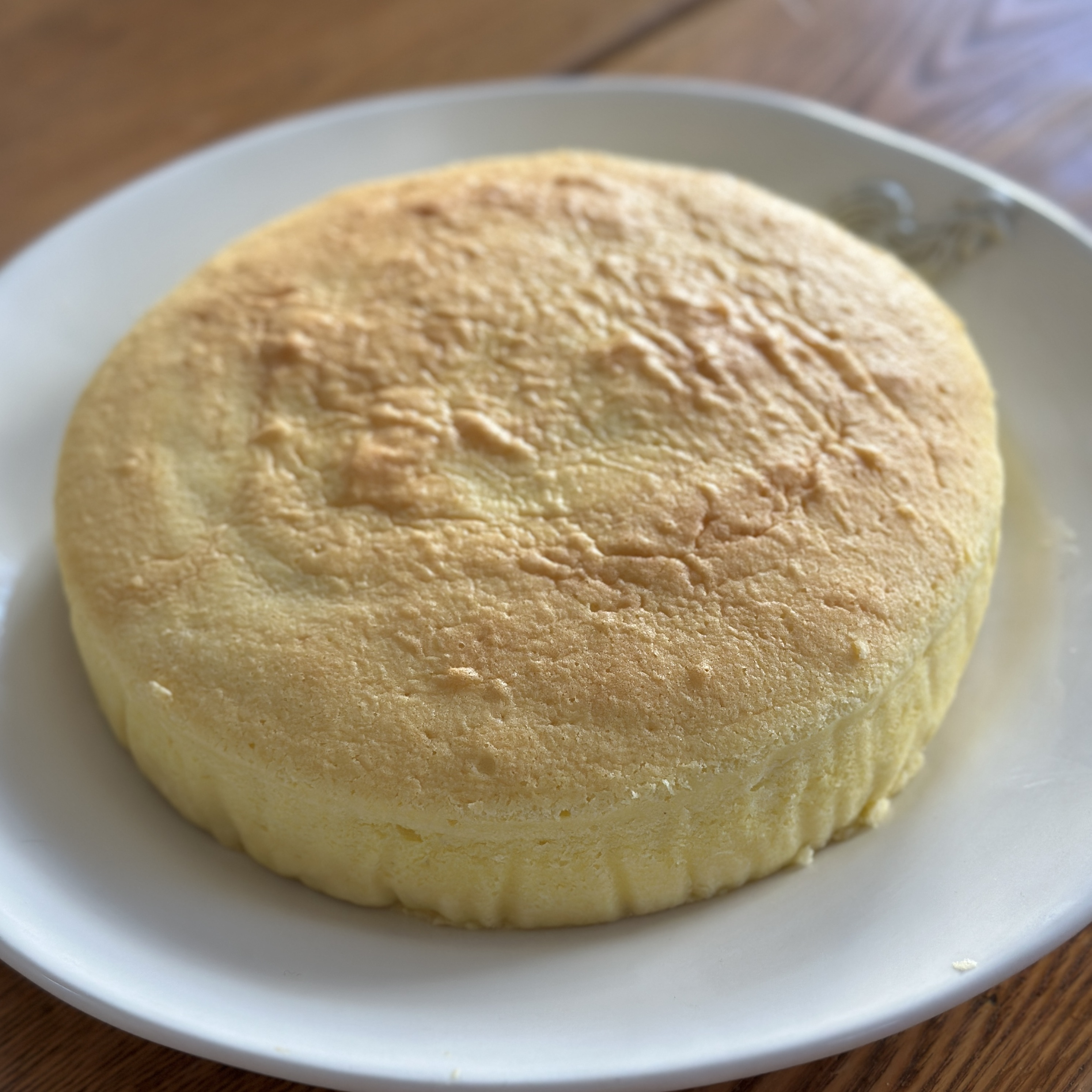
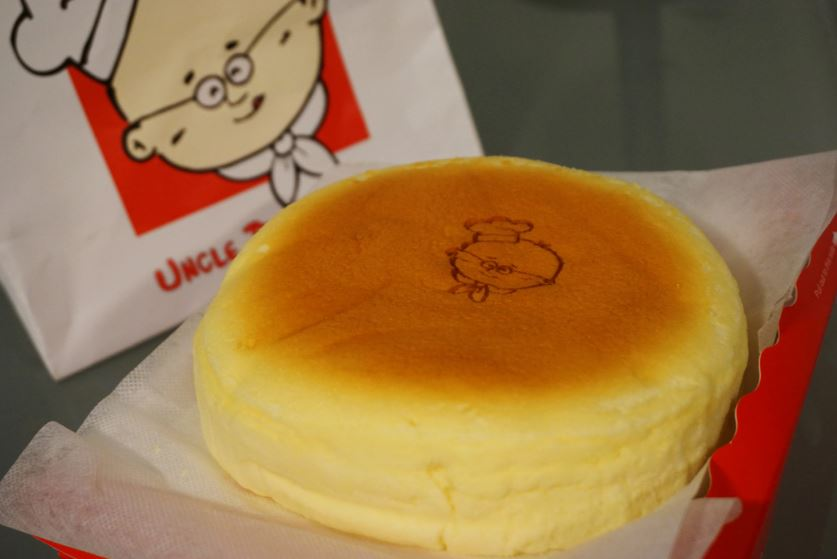
Uncle Tetsu's Cheesecake